# CSU Galați
CSU Galați was een Roemeense voetbalclub uit de stad Galați.

## Geschiedenis
De club speelde in 1972/73 voor het eerst in de tweede klasse. Na enkele seizoenen middenmoot werd de club vierde in 1976. Dat seizoen bereikte de club de bekerfinale, die het met 1-0 verloor van Steaua Boekarest. Omdat Steaua ook landskampioen was mocht CSU deelnemen aan de Beker der Bekerwinnaars. De club speelde tegen het Portugese Boavista Porto en werd in de eerste ronde uitgeschakeld. Daarna speelde de club nog enkele seizoenen in de middenmoot. In 1982 fusioneerde de club met FCM Galați en nam nu de naam Dunărea CSU Galați aan.

## Erelijst
- Beker van Roemenië

Finalist: 1976

## CSU in Europa
- 1R = eerste ronde

Uitslagen vanuit gezichtspunt CSU Galați
| Seizoen | Competitie   | Ronde | Land              | Club        | Totaalscore | 1e W    | 2e W    | PUC |
| ------- | ------------ | ----- | ----------------- | ----------- | ----------- | ------- | ------- | --- |
| 1976/77 | Europacup II | 1R    | Vlag van Portugal | Boavista FC | 2-5         | 2-3 (T) | 0-2 (U) | 0.0 |